# Kraj vjere
Kraj vjere: religija, teror i budućnost razuma (2004.) knjiga je Sama Harrisa koja se bavi organiziranom religijom, sukobom između religijske vjere i racionalne misli, te problema tolerancije prema religijskom fundamentalizmu.
Harris je započeo pisati knjigu tijekom razdoblja koje je opisao kao razdoblje "kolektivne krivnje i zaprepaštenja" nakon napada od 11. rujna 2001. Knjiga obuhvaća opsežnu kritiku svih vrsta religijskog vjerovanja.
Knjiga je prvi put objavljena u kolovozu 2004. godine, a sljedeće je godine osvojila Nagradu Marthe Albrand/PEN-a za prvu nefikciju. Izdanje mekog uveza objavljeno je u listopadu 2005. godine. Istog je mjeseca knjiga uvrštena na popis najprodavanijih naslova New York Timesa kao četvrta po redu i zadržala se na popisu ukupno 33 tjedna.

## Sadržaj
Kraj vjere počinje literarnim prikazom jednog dana u životu bombaša samoubojice – njegovim posljednjim danom. U uvodnom poglavlju Harris poziva na okončanje poštovanja i tolerancije prema konkurentnim religijskim sustavima vjerovanja, a religije opisuje kao "sve jednako nekontaminirane dokazom". Dok se fokusira na opasnosti koje predstavljaju religijske ekstremističke skupine sada naoružane oružjem za masovno uništenje, Harris je jednako kritičan prema religijskoj moderaciji koju opisuje kao "kontekst u kojem se religijskom nasilju ne može nikad učinkovito suprotstaviti."
Harris nastavlja proučavati samu prirodu vjerovanja, stavljajući na kušnju zamisao da u svakom smislu možemo uživati u slobodi vjerovanja i tvrdeći da je "vjerovanje vrelo akcije in potentia." Umjesto toga on postulira da ako namjeravaju biti korisna, vjerovanja moraju biti logički koherentna, ali i istinski predstavnici realnog svijeta. U onoj mjeri u kojoj se religijska vjerovanja ne uspijevaju sama zasnovati na empirijskom dokazu, Harris religiju poistovjećuje nekoj vrsti duševne bolesti koja, kako kaže, "dopušta inače normalnim ljudskim bićima ubirati plodove ludosti i smatrati ih svetima." On tvrdi da možda ima "razuma u brojevima", no to je "samo povijesna slučajnost da se u našem društvu smatra normalnim vjerovati da Stvoritelj svemira može čuti vaše molitve, dok je demonstracija mentalne bolesti vjerovati da on komunicira s vama tako što kišom tapka Morseov kod na prozoru vaše spavaće sobe."
Harris nakon toga iznosi kratak pregled kršćanstva tijekom stoljeća, razmatrajući inkviziciju, lov na vještice,  progon Židova. Zaključuje da je, puno više od obična otklona, mučenje heretika bio logičan izraz kršćanskog nauka – onoga koji su, kako kaže, jasno opravdavali ljudi poput svetog Augustina. Nastavljajući još dalje, Harris gleda na holokaust koji u biti nalazi svoju inspiraciju u povijesnom kršćanskom antisemitizmu. "Znajući to ili ne," on kaže, "nacisti su bili agenti religije."
U kontroverzne aspekte Kraja vjere ubraja se beskompromisna procjena i kritika islama, koji Harris opisuje kao "kult smrti". On izvodi jasnu poveznicu između islamskog nauka i terorističkih okrutnosti poput 11. rujna, a tu zamisao podupire citatima iz Kurana koji poziva na uporabu nasilja.
Također prikazuje podatke Pewova istraživačkog centra potkrepljujući da bi značajni postoci muslimana širom svijeta opravdali samoubilački bombaški napad kao legitimnu taktiku.
U napadu koji označuje "ljevičarskim nerazumom" Harris među ostalima kritizira Noama Chomskog zbog toga što, prema njegovu viđenju, prikazuje nelogičnu želju da zbog takvih stavova svali svu krivicu na američku vanjsku politiku.
No Harris također kritizira ulogu kršćanske desnice u Sjedinjenim Državama zbog utjecaja na stvari poput politike o drogi, istraživanja embrionalnih matičnih stanica, te prevencije AIDS-a u svijetu u razvoju. U onome što vidi kao postojano klizanje k teokraciji Harris snažno kritizira vodeće ličnosti kako zakonodavstva tako i sudstva zbog onoga što percipira kao nezbunjiv propust odvajanja crkve od države u njihovim raznim domenama. "Ne samo da još uvijek jedemo iznutrice antičkog svijeta", tvrdi on, "nego sa samougodom to odobravamo."
Zatim Harris prelazi na ocrtavanje onoga što zove "znanošću o dobru i zlu" – racionalnom pristupu etici za koju tvrdi da mora nužno biti utvrđena o pitanjima ljudske sreće i patnje. Govori o nužnosti za održanjem "moralnih zajednica," poduhvata u kojem osjeća da razdvojeni religijski moralni identiteti "spašenih" i "prokletih" ne mogu igrati nikakvu ulogu. No Harris je kritičan prema stavu moralnog relativizma i onomu što naziva "krivim izborom pacifizma." U drugom kontroverznom odlomku uspoređuje etička pitanja potaknuta kolateralnom štetom i sudskim mučenjem tijekom rata. Zaključuje da je kolateralna šteta etički problematičnija. "Ako ne želimo mučiti, onda bismo morali ne upuštati se u suvremeni rat," zaključuje Harris.
Konačno, Harris se okreće duhovnosti za koju crpi svoje nadahnuće u praksama istočnjačkih religija, tvrdeći da dok god smo zabrinuti "zapadnjačkom" duhovnošću "izgleda da stojimo na ramenima patuljaka." Raspravlja o prirodi svjesnosti i kako se naš osjećaj "jastva" može učiniti nestalim korištenjem tehnika meditacije. Harris citira istočnjačke mistike poput Padmasambhave, ali ne priznaje nikakav natprirodni element u njegovu argumentu – "misticizam jest racionalan poduhvat," zaključuje, "religija nije." Tvrdi da je moguće da nečije iskustvo svijeta postane "radikalno preoblikovano", no tada moramo govoriti o mogućnosti u "racionalnim pojmovima".

## Kritike
U recenziji za Free Inquiry urednik Thomas W. Flynn naveo je da je Harris dopustio da njegov argument zasjeni njegova osobna politika i njegova uporaba duhovnog jezika. Harris je poslije opisao Flynnovu recenziju "podijeljenju, obmanjujuću i krajnje razbješnjujuću." Druga recenzija Davida Boultona za New Humanist također je odustao od davanja odobrenja, opisujući da knjiga sadrži "iznenađujuća pojednostavnjenja, pretjerivanja i nedorečenosti."
Pišući za The Independent, Johann Hari bio je uvelike poticajan, no također je izrazio značajne rezerve o Harrisovim političkim otklonima, a otkrio je kako se "počeo gušiti" dok je čitao posljednje poglavlje o duhovnosti. Ostale potpuno pozitivne ocjene dali su Natalie Angier, Daniel Blue, and Stephanie Merritt. Richard Dawkins je također prigrlio knjigu.
Kritičke ocjene kršćana uključivale su one R. Alberta Mohlera, Jr. za The Christian Post, i Matthewa Simpsona za Christianity Today. Madeleine Bunting, pišući u The Guardianu, citira Harrisa govoreći da su "neki prijedlozi toliko opasni da bi čak bilo etički ubijati ljude zbog vjerovanja u njih." Bunting komentira da "ovo zvuči potpuno jednako vrsti argumenta koju su iznosili oni koji su vodili inkviziciju." Citirajući isti redak teologinja Catherine Keller pita se "postoji li opasniji prijedlog od toga?" i tvrdi da bi "antitolerancija" koja se time predstavlja "demontirala" Jeffersonov zid između crkve i države. Izdanje mekog uveza Kraja vjere objavljeno 2005. godine sadržavalo je novi pogovor u kojem je Harris odgovorio na neke popularnije kritike koje je dobio nakon objavljivanja. Njegov esej "Odgovor na kontroverziju" također je razjasnio kontekst očito problematičnog retka protumačivši ga time da se osvrtao na vrlo specifične slučajeve poput onih u kojima su sudjelovali religijski motivirani teroristi, a gdje bi pokušaj ubojstva terorista ubojice bilo u biti ubijanje nekoga zbog njegova vjerovanja, doslovno vjerovanja da bi one koji ne vjeruju u njihovu pojedinačnu vjeru trebalo ubiti.
Kritički ogledi muslimana uključuju Sam Harris i Kraj vjere: muslimanski kritički odgovor Billa Whitehousea. Harrisova knjiga iz 2006. godine Pismo kršćanskoj naciji bila je napisana kao odgovor na reakcije koje je dobio poslije objavljivanja Kraja vjere.

## Vanjske poveznice
- Kraj čarolije  Arhivirana inačica izvorne stranice od 21. studenoga 2008. (Wayback Machine)